# Kirpiklass
Kirpiklass (Кирпикласс) — музыкальный проект, состоящий из музыкантов из Москвы, Смоленска и Санкт-Петербурга, исполняющий музыку в стилях дарк-эмбиент, ритуал-эмбиент, шаманик-эмбиент, шаманик-фолк, дроун-фолк. В своём творчестве музыканты вдохновляются мифами и легендами народов России, часто обращаются к старинным заговорам и народным деревенским причита́ниям, а также активно используют шаманскую эстетику.

## История создания
Датой основания проекта является 5 апреля 2013 года, когда была записана и сведена первая музыкальная композиция. Начиная с середины 2023 года коллектив представляет из себя творческий квартет. Изначально музыкальный проект создан единолично Антоном Кирпикласом.

## Музыка
В качестве текстов Kirpiklass используют как оригинальные, так и восстановленные этнографические тексты. В музыкальном плане группа создает оригинальное звучание с помощью современных технологий и ритуальных инструментов, которые были доступны для жителей Евразии до XX века, в них входят кости, бубны, варганы, поющие чаши, колокольчики, различные шумы и звуки природы. В вокальной составляющей используется горловое пение, иногда применяется гроулинг и «чистый» вокал.
Группа не относится ни к одному политическому или религиозному движению.

## Художественные особенности

### Эстетика
В своём творчестве музыканты руководствуются аутентичными материалами из разных источников, собранными этнографами во время экспедиций в отдалённые уголки России. Музыкальная составляющая является художественным вымыслом с элементами аутентики и является лишь обрамлением, помогающим слушателю глубже прочувствовать атмосферу.

### Сценический образ
Кроме вокалистки участники коллектива предпочитают хранить инкогнито. Музыканты выступают в мантиях с капюшонами, закрывающими лица, они являются тенями, духами-помощниками камлающей шаманки. Во время выступлений в качестве декораций и атрибутов используются резные черепа животных, сделанные Татьяной Гейслер.

## Действующий состав
- Антон Кирпиклас — перкуссия, варган, поющие чаши, клавиши, музыка, тексты
- Татьяна Гейслер (Dagger) — вокал, тексты
- Александр Лесов — клавиши, программирование, мастеринг
- Евгений Михайлов (Михал) — бубен

В разные годы в записях принимали участие различные музыканты.

## Дискография

### Полноформатные альбомы
| Год  | Название                            | Лейбл                                                                    | Комментарий |
| 2015 | «Exit» (LP)                         | издан самостоятельно,                                                    | Обложка сделана самостоятельно |
| 2015 | «По следам Сорни-Най» (Demo)        | издан самостоятельно                                                     | Обложка сделана самостоятельно |
| 2016 | «Дождливое лето седого Севера» (LP) | Flecktarn Productions [fleck 94digital]                                  | Обложка нарисована художницей Натальей Зевахиной (Xelis) |
| 2016 | «Тени урочищ» (EP)                  | Flecktarn Productions [fleck 98digital]                                  | Обложка сделана самостоятельно, в оформлении использовано фото Торвальда Нордссона Альбом получил рецензию от калифорнийского дайджеста Hollywood Metal.( DUNGEON SYNTH DIGEST XV, 2016) |
| 2016 | «Смерть - лишь начало» (EP)         | издан самостоятельно                                                     | Обложка нарисована Warhead art |
| 2017 | «Дороги предков» (LP)               | издан самостоятельно                                                     | Обложка нарисована художницей Натальей Зевахиной (Xelis) |
| 2018 | «Тени деревень забытых» (LP)        | издан самостоятельно                                                     | Обложка нарисована художником Сергеем Салиным Альбом получил рецензию от журнала Darker (№1 январь 2024)                                                                                 |
| 2018 | «Величие Тенгри» (LP)               | издан самостоятельно                                                     | Обложка нарисована художницей Натальей Белоусовой |
| 2018 | «Предзимье» (LP)                    | Flecktarn Productions [fleck 114digital]                                 | Обложка нарисована художником Сергеем Салиным |
| 2021 | «Иван-чай» (EP)                     | издан самостоятельно                                                     | Обложка нарисована художником Сергеем Салиным |
| 2022 | «Колом-ава» (EP)                    | издан самостоятельно                                                     | Обложка сделана художником Андреем Малышевым-Мерянином |
| 2023 | «10 лет среди болот» (Compilation)  | Zaindevevshaya Ryabina (б/н) Издан на физическом носителе (аудиокассеты) | Обложка нарисована художником Сергеем Салиным |
| 2024 | «Каменный пояс» (LP)                | COD Label Издан на физическом носителе (аудиокассеты)                    | Обложка нарисована художником Сергеем Салиным Альбом получил рецензию от журнала Darker (№ 6 июнь 2024)                                                                                  |
| 2024 | «Тайги всевидящие очи» (LP)         | COD Label [SHUM71] Издан на физическом носителе (CD)                     | Обложка нарисована художницей Катериной Sforza |

### Сплиты и коллаборации с другими проектами
| Год  | Участники                                         | Название                                              | Лейбл                                                                              | Комментарий |
| 2016 | Kirpiklass / Полночь Зимы                         | «Мир за окнами мира» (Split)                          | Flecktarn Productions [fleck 91digital]                                            | Обложка нарисована Warhead art |
| 2016 | Kirpiklass / Полночь Зимы / Воронмрак             | «Пламя Осенних Погостов» (Split)                      | Flecktarn Productions [fleck 100digital]                                           | Обложка сделана самостоятельно, в оформлении использовано фото Торвальда Нордссона Альбом получил рецензию от журнала Arcanum (№ 7, 2018) |
| 2016 | Kirpiklass / Лапник                               | «Ведомый холодным» (Single / Collaboration)           | Flecktarn Productions [fleck 101digital]                                           | Обложка нарисована художницей Натальей Зевахиной (Xelis)                                                                                  |
| 2017 | Kirpiklass / Полночь Зимы                         | «Путь сквозь» (Split/ Collaboration)                  | издан самостоятельно                                                               | Обложка нарисована Andrey Forest |
| 2018 | Kirpiklass / Полночь Зимы / Чайник Болотных Богов | «Урёмный Край» (Split)                                | Flecktarn Productions [fleck 110digital]                                           | Обложка нарисована художником Сергеем Салиным                                                                                             |
| 2021 | Kirpiklass / Eschato Logic                        | «Чудские были» (Split)                                | издан самостоятельно                                                               | Обложка нарисована Антоном Кирпиклассом, художественное оформление – Андрей Малышев-Мерянин                                               |
| 2022 | Kirpiklass / Лапник                               | «Заговор» (Single / Collaboration)                    | издан самостоятельно                                                               | В оформлении обложки использована фотография на которой изображен якутский шаман начала XX века, автор фотографии неизвестен.             |
| 2023 | Гудьба / Kirpiklass / Dagaz                       | «Росчерком древних сказов над дланями севера» (Split) | DER SCHWARZE TOD / COD Label [tod103] / [SHUM60] Издан на физическом носителе (CD) | Обложка нарисована художником Сергеем Салиным Альбом получил рецензию от журнала Dark City (№129/2023)                                    |
| 2023 | Kirpiklass / Полночь Зимы / Ведьмин Прах          | «Колдовской узел» (Split / Collaboration)             | COD Label [SHUM66] Издан на физическом носителе (CD)                               | Обложка нарисована художницей Катериной Sforza                                                                                            |
| 2024 | Kirpiklass / Полночь Зимы                         | «Снежный Голем» (Collaboration)                       | издан самостоятельно                                                               | Обложка нарисована нейросетью, художественное оформление – Андрей Малышев-Мерянин                                                         |

### Синглы, не вошедшие ни в один альбом
| Год  | Название                                 | Лейбл                | Комментарий |
| 2017 | «Время Рогатого» (Single)                | издан самостоятельно | Обложка нарисована Andrey Forest |
| 2017 | «Скверна» (Single)                       | издан самостоятельно | Обложка нарисована Andrey Forest |
| 2018 | «Куква» (Single)                         | издан самостоятельно | Обложка сделана самостоятельно, в оформлении использовано фото Сергея Салина                                                                                              |
| 2019 | «Tod des Winters» (Single)               | издан самостоятельно | В оформлении обложки использована иллюстрация художника Fritz Gilsi (1878-1961): ‘Russischer Frühling’ (Русская весна) опубликованная в журнале “Nebelspalter”, #18, 1944 |
| 2020 | «Мор» (Single)                           | издан самостоятельно | Обложка нарисована художником Сергеем Салиным |
| 2022 | «Боги северных морей» (Single)           | издан самостоятельно | В оформлении обложки использована фотография на которой изображен промысел поморов в конце XIX века, автор фотографии неизвестен                                          |
| 2023 | «Приходила. Оставалась до утра» (Single) | издан самостоятельно | Обложка нарисована художницей Еленой Лесновой |

### Сборники
| Год  | Название сборника            | Лейбл                                                                                  | Комментарий                                                    | Участники сборника |
| 2016 | «Навстречу сиянию грядущего» | Flecktarn Productions (б/н)                                                            | Обложка нарисована художником Сергеем Монаховым:               | - Nordloth — Kirpiklass — Урочище Можерь — Полночь зимы — Мира древо |
| 2018 | «Недоброе лето»              | Flecktarn Productions [fleck 117digital\fleck 006CD] Издан на физическом носителе (CD) | Обложка нарисована художницей Екатериной Демаковой (Альва Сет) | - Урочище Можерь — Deep Dark — Kirpiklass — Der Flagrum — Альва Сет — Welcome Black — Shunia — TeHÔM — Sacris Tandem — Полночь Зимы — Уводна — Навий День |
| 2018 | «Осень грибниц»              | Flecktarn Productions [fleck 107digital]                                               | Обложка нарисована художницей: Оксаной Дункельхейтовой         | - Рюгена Тени — Души деревьев — Шёпот болотных огней — Воронмрак — Полночь зимы — Kirpiklass — Струп & Чайник Болотных Богов — ®0280 — Урочище Можерь |
| 2022 | «Мертвый город — Юный лес»   | Flecktarn Productions [fleck 152digital]                                               | Обложка нарисована художником Сергеем Салиным                  | - Dryadel — Sadko — Чайник Болотных Богов — Мицелий — Sorni Nay — Eshato Logic — Verbo Veritatis — Полночь Зимы — Kirpiklass — ®0280 — Nordloth — Ягельурта — Руда Нави — Воронмрак |
| 2024 | «Замок Грёз: сезоны. Зима»   | COD Label [SHUM67] Издан на физическом носителе (DCD edition)                          | Обложка нарисована художником Сергеем Салиным                  | - ®0280 — Dagaz, — Dari Veter — Dryadel — Eschato Logic, — G.O.D. & Prorok, — It’s Passion, — Kirpiklass feat. Tanya Geisler, — Mitseliy, — Moon Far Away feat. Tony Wakeford, — Nordloth, — Sadko, — Sol Mortuus — Vongrath, — Zinc Room, — АБЫШ, — Ведьмин Прах, — Вещий, — Колочь, — Лёдъ, — Полночь Зимы — Урочище Можерь, — Хранитель Берега — Чайник Болотных Богов — Чернава Хтонь — Шесть Мёртвых Болгар — Ярга |